# 火筒树
火筒树（学名：Leea indica）为葡萄科火筒树属下的一个种。种名indica意为印度的。